# Château de Sigmaringen
Le château de Sigmaringen (allemand : Schloss Sigmaringen) est un château allemand situé dans la ville de Sigmaringen dans le Land de Bade-Wurtemberg. Il est célèbre en France pour avoir accueilli le gouvernement en exil du régime de Vichy.

## Histoire

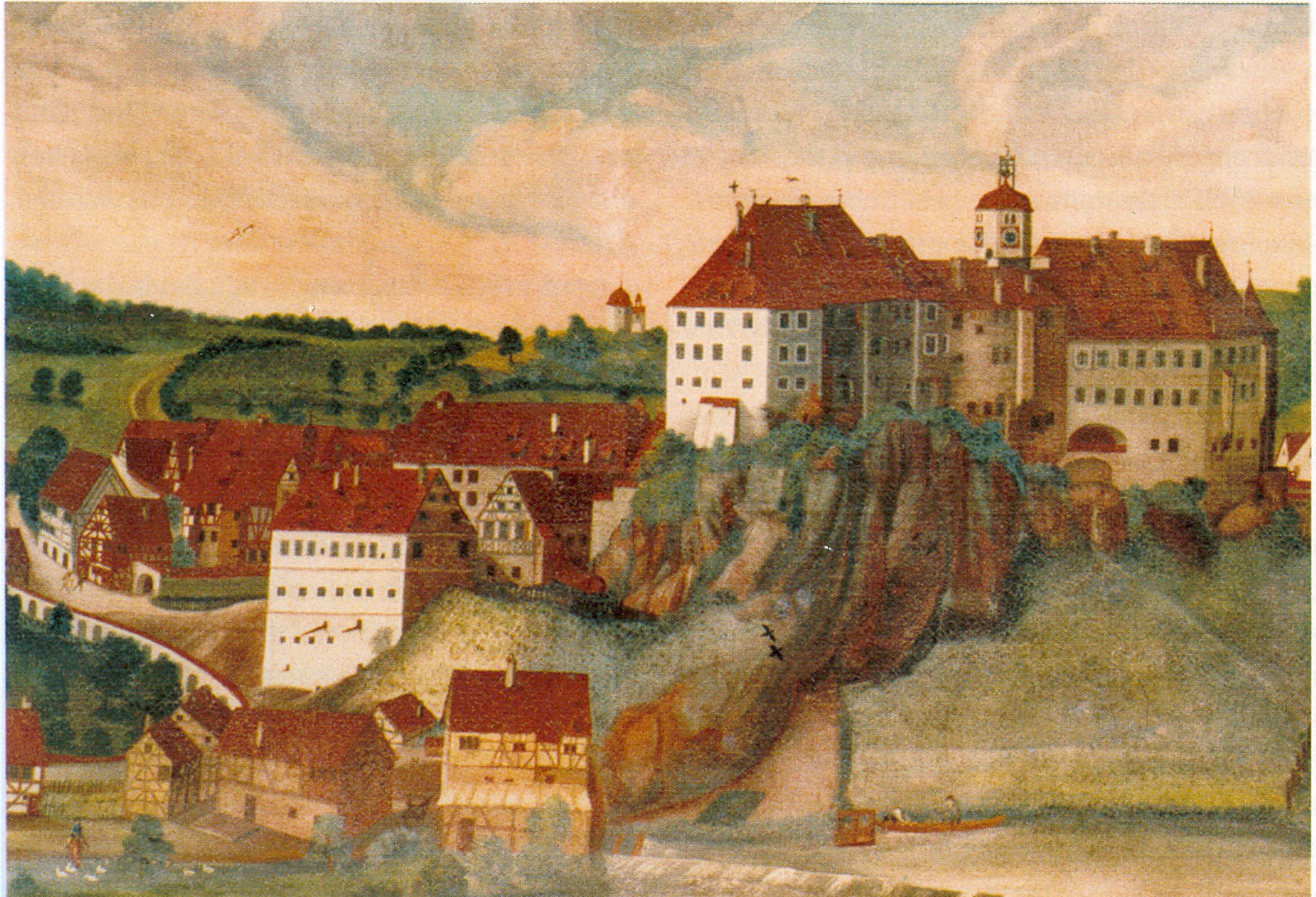
Le château et la ville vers 1750.

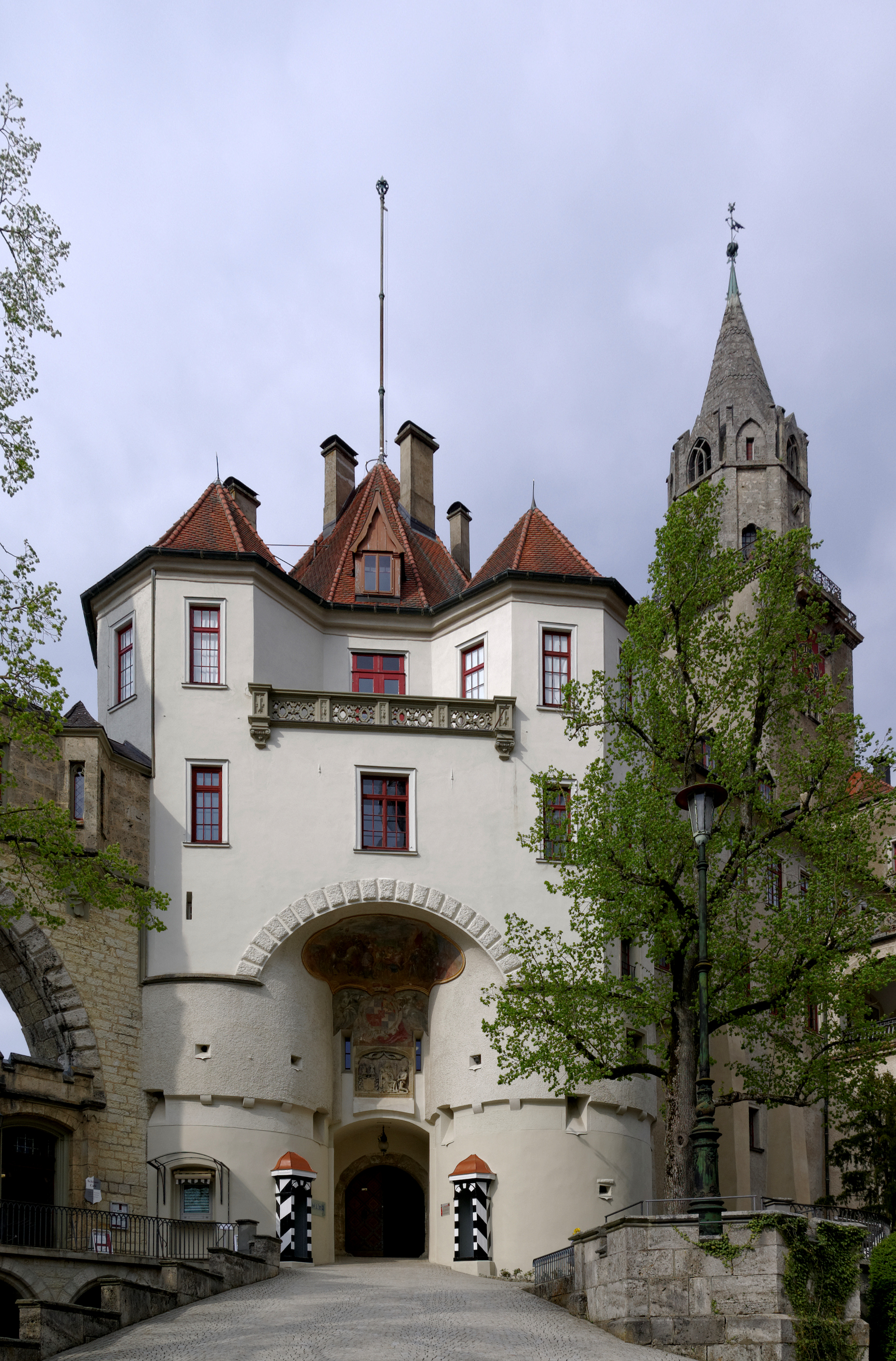
L'entrée principale.

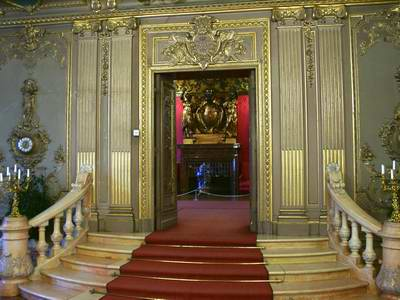
Entrée de la « Französischer Saal/Speisesaal ».

Situé dans la région du Jura souabe, il a été le siège du gouvernement des princes de Hohenzollern-Sigmaringen.
Propriété de la maison de Hohenzollern-Sigmaringen, branche catholique de la maison de Hohenzollern, il a été reconstruit à la suite d'un incendie en 1893 par l'architecte Emanuel von Seidl (de) dans un style éclectique. De la forteresse médiévale, seule la tour demeure aujourd'hui.
Il est mentionné pour la première fois en 1077, dans les chroniques de l'abbaye de Petershausen.

### Seconde Guerre mondiale

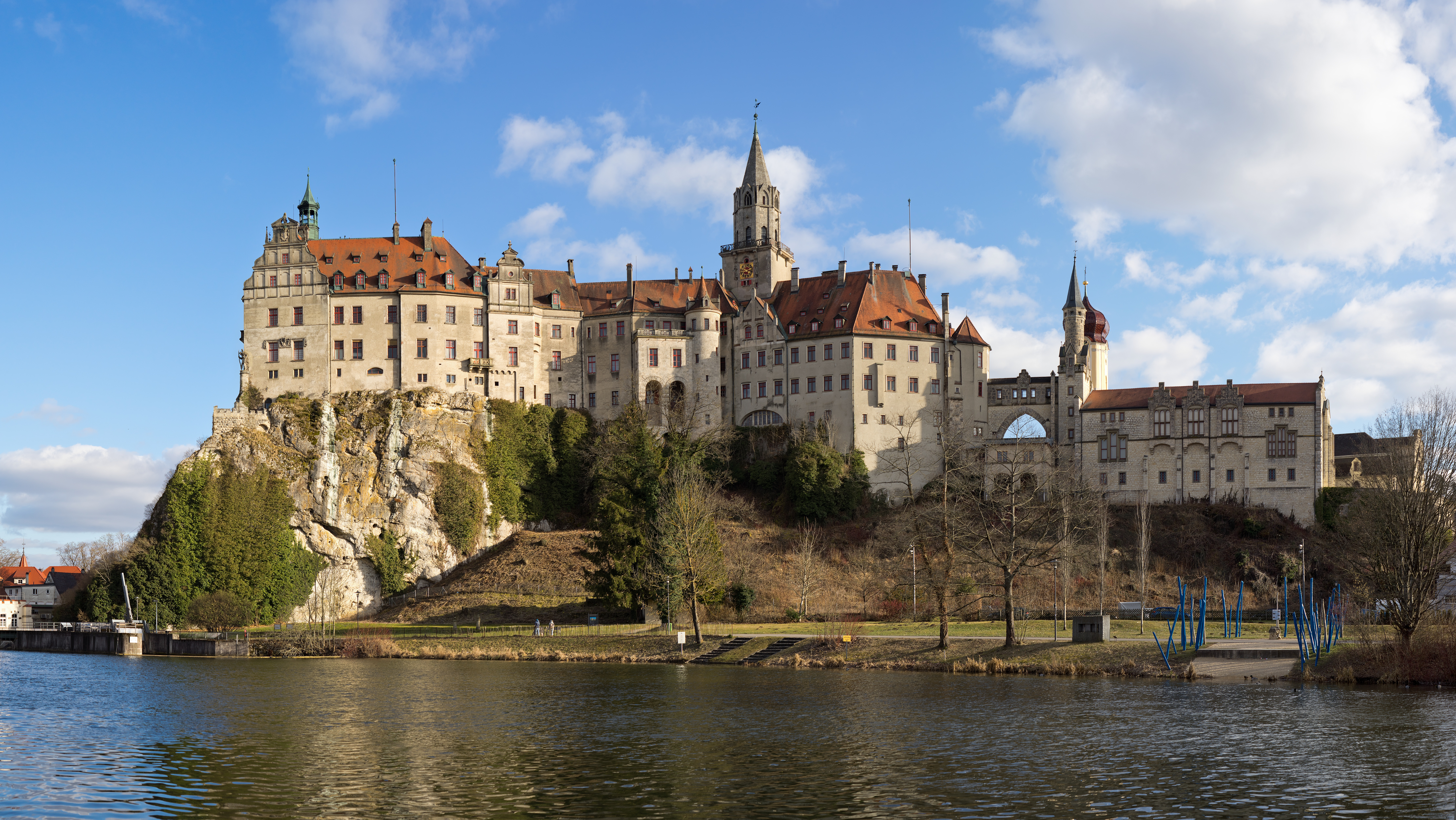
Le château de Sigmaringen vu du nord-ouest.

En 1944, Adolf Hitler en chasse les propriétaires, une manière de répondre à l'attentat qui l'a visé, organisé par des aristocrates. En août, le prince Friedrich reçoit ainsi un télégramme du ministre Joachim von Ribbentrop lui donnant l'ordre de quitter le château, les Hohenzollern étant placés en résidence surveillée à Wilflingen.
De septembre 1944 à avril 1945, cette immense demeure, désertée par ses propriétaires sur ordre d'Hitler, a accueilli la « Commission gouvernementale de Sigmaringen » (officiellement Commission gouvernementale française pour la défense des intérêts nationaux), nom du gouvernement en exil du régime de Vichy jusqu'à l'arrivée des Alliés, avec les soldats de la 1re armée de Jean de Lattre de Tassigny. Outre le maréchal Philippe Pétain, Pierre Laval leur suite et leurs ministres (Bichelonne, de Brinon, Bonnard,) et autres collaborateurs notoires (Déat, Doriot, Darnand, Luchaire), on compte une troupe de miliciens et 1 500 civils français (familles incluses), qu'il faut loger dans le village de 5 000 habitants, qui accueillait déjà 5 000 déplacés : hôtels, écoles, gymnases et domiciles privés sont alors mobilisés. Les Français du château vivent dans un relatif confort alors que ceux qui vivent en ville subissent disette et froid, ce qui fait dire à Louis-Ferdinand Céline qu'il y avait « les nababs du Château et les crevards des soupentes ». Le drapeau français flotte sur le château du fait que les Allemands ont accordé à celui-ci le privilège de l'extraterritorialité, les exilés disposant notamment d'une radio et d'un quotidien La France.
Le château dispose d'un ascenseur, que seul le maréchal Pétain pouvait utiliser, pour monter à son appartement du 7e étage (dernier étage, surnommé « l'Olympe »), lui permettant ainsi de ne pas croiser Laval, qu'il déteste (logé dans un appartement plus spacieux et luxueux à l'étage du dessous mais difficile à chauffer, ce qui posera problème alors que les températures descendent à -20° durant l'hiver 1944-1945). Se considérant prisonnier des Allemands, le maréchal y vit reclus, ne participant à aucune réunion et ne sortant que pour aller à la bibliothèque ou se promener le long du Danube.
Cette commission est suivie à Sigmaringen par de nombreux collaborateurs français fuyant l'avance des Alliés.
Le château est le lieu d'une partie de l'intrigue du roman D'un château l'autre, de l'écrivain Louis-Ferdinand Céline, en exil en même temps que le gouvernement susmentionné, venu avec sa femme Lucette, qui s'entraîne dans la « galerie portugaise » à la danse. L'auteur y dépeint la vie de certains des résidents du château, comme Philippe Pétain ou Pierre Laval. Ce château est aussi celui de la fiction historique Sigmaringen de Pierre Assouline.

## Tourisme

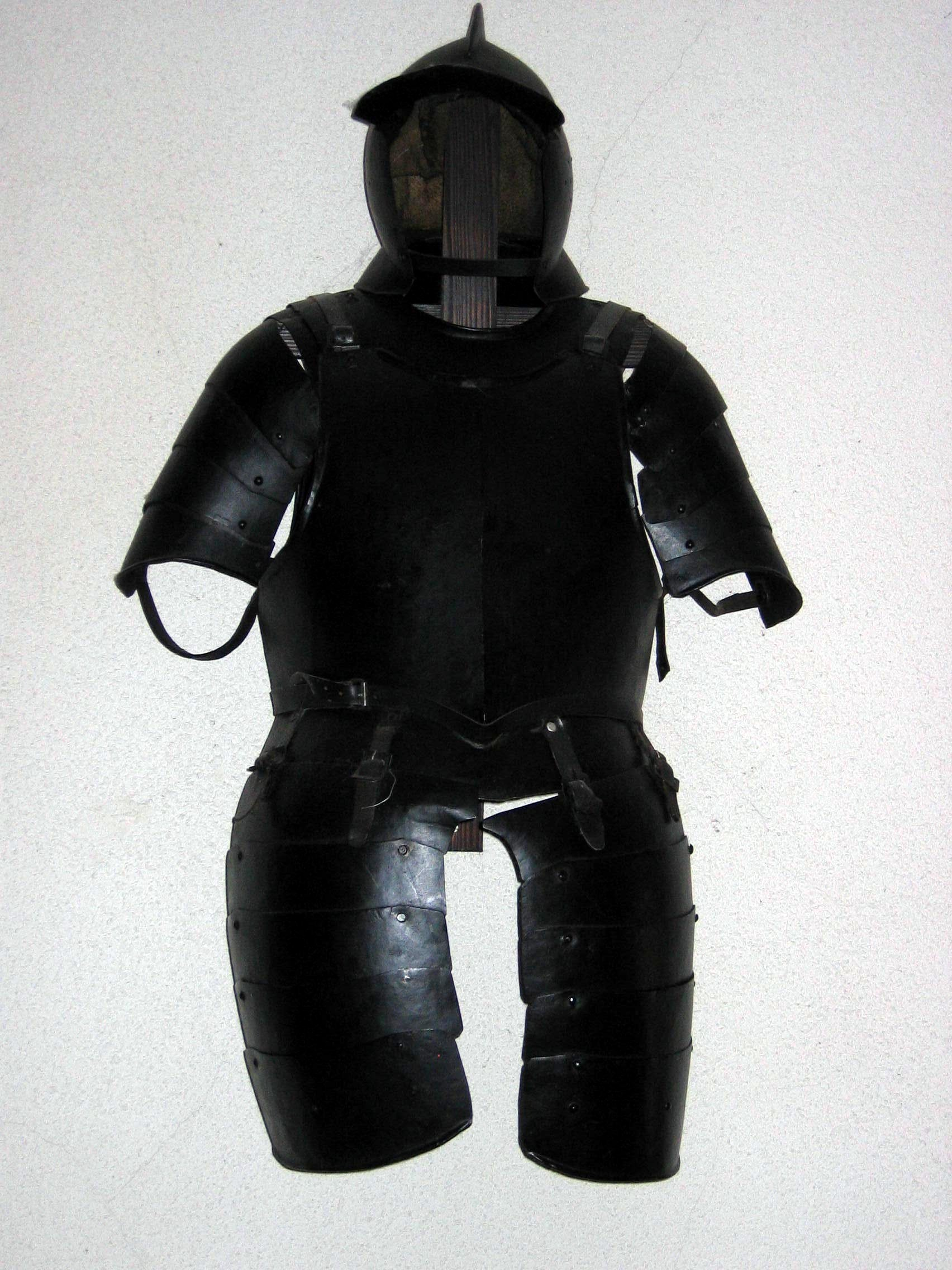
Une armure exposée dans la salle d'armes.

Toujours propriété de la maison de Hohenzollern-Sigmaringen, il est aujourd'hui ouvert à la visite du public. Il accueille 100 000 visiteurs par an.
On y remarque notamment, la salle d'armes et la bibliothèque (220 000 volumes dont des incunables). Il compte environ 400 pièces.